# Allodiaptomus
Allodiaptomus là một chi động vật giáp xác Copepoda thuộc họ Diaptomidae.

## Các loài
Chi này được ghi nhận có các loài sau:
- Allodiaptomus intermedius Reddy, 1987
- Allodiaptomus mieni Dang & Ho, 1985
- Allodiaptomus mirabilipes Kiefer, 1936
- Allodiaptomus raoi Kiefer, 1936
- Allodiaptomus rarus Reddy, Sanoamuang & Dumont, 1998
- Allodiaptomus satanas (Brehm, 1952) – đặc hữu của Ấn Độ, và listed as a vulnerable species on the Sách Đỏ IUCN[2]